# Gravmannen
Gravmannen var en svart/vit skräckserietidning som gavs ut av Red Clown mellan 1974 och 1975. Fem nummer gavs ut totalt. Tidningen var en svensk översättning av den amerikanska Tales of the Zombie, och handlade om Marvelkaraktären The Zombie, Simon Garth. Gravmannen skapades av Stan Lee och Bill Everett 1953.